# Maurice Wilkes
Sir Maurice Vincent Wilkes FRS (n. 26 iunie 1913, Dudley, Anglia, Regatul Unit - d. 29 noiembrie 2010) a fost un informatician britanic, laureat al Premiului Turing pentru rolul său în dezvoltarea calculatorului EDSAC.